# Ēriks Rags
Ēriks Rags (* 1. Juni 1975 in Ventspils) ist ein lettischer Speerwerfer.
1997 bei den Weltmeisterschaften in Athen repräsentierte Ēriks Rags sein Land zum ersten Mal bei einer leichtathletischen Großveranstaltung, schied allerdings in der Qualifikation aus. Bei den Weltmeisterschaften 1999 in Sevilla wurde er Zehnter und bei den Olympischen Spielen 2000 in Sydney schied er ebenfalls in der Qualifikation aus.
2001 wurde er Achter bei den Weltmeisterschaften in Edmonton, und kurz danach gewann er wie schon 1999 bei der Universiade. Bei den Europameisterschaften 2002 in München wurde er Vierter, bei den Weltmeisterschaften 2003 in Paris-Saint-Denis erreichte er nicht das Finale.
Einem siebten Platz bei den Olympischen Spielen 2004 in Athen folgten ein sechster bei den Weltmeisterschaften 2005 in Helsinki, ein neunter bei den Europameisterschaften 2006 in Göteborg und ein elfter bei den Weltmeisterschaften 2007 in Osaka.
Ēriks Rags ist 1,83 m groß und wiegt 93 kg.

## Leistungsentwicklung
| Jahr      | 1998  | 1999  | 2000  | 2001  | 2002  | 2003  | 2004  | 2005  | 2006  | 2007  | 2008  |
| Weite (m) | 80,56 | 83,78 | 83,61 | 86,47 | 86,44 | 86,32 | 85,83 | 82,35 | 85,99 | 83,35 | 85,05 |